# Pchavie
La Pchavie (en géorgien : ფშავი, parfois transcrit Pshavi) est une région historique de la Géorgie.

## Géographie
La Pchavie est une région montagneuse du Caucase central située en Géorgie, au nord de la capitale, Tbilissi. La région dépend administrativement du raion (district) de Doucheti et de la région de Mtskhéta-Mtianétie.
Outre la douzaine de villages historiques bâtis le long de la vallée du fleuve Pshavis-Aragvi, la Pchavie inclut aussi une douzaine de villages situés plus au sud - dont notamment le village de Tchargali, où se trouve la maison du célèbre poète pchave Vaja Pchavéla - ainsi que quelques villages bâtis le long du haut du fleuve Iori en Tianétie.

## Histoire
Une relative absence de sources historiques empêche la rédaction d'une véritable histoire de la région. Moins isolée que la région voisine de Khevsourétie mais néanmoins difficile d'accès en hiver, la Pchavie "historique" (c'est-à-dire les villages de la vallée du Pshavis-Aragvi) a cependant elle aussi été décimée par l'exode rural.

## Les Pchaves
Les premiers ouvrages et articles ethnographiques et sociologiques sur les Pchaves - principalement en géorgien et en russe - furent publiés à partir la fin du XIXe siècle. En français, l'ouvrage de Georges Charachidzé, Le système religieux de la Géorgie païenne - Analyse structurale d'une civilisation (Paris, François Maspéro, 1968), est probablement la meilleure source d'informations sur les Pchaves.

## Photographies

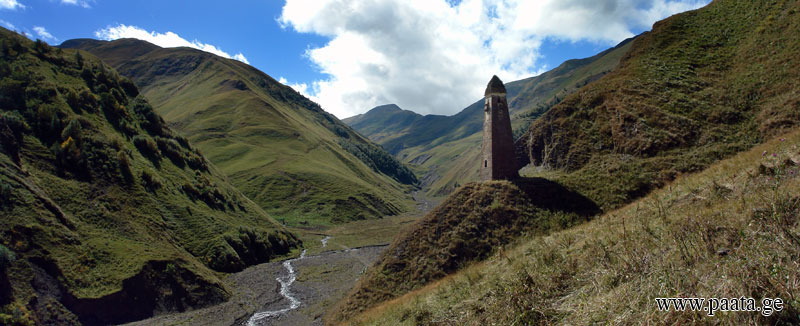
paysage de Pchavie, avec tour de Lebaiskari (de)
Le poète Vaja-Pchavelaet sa famille (vers 1905).
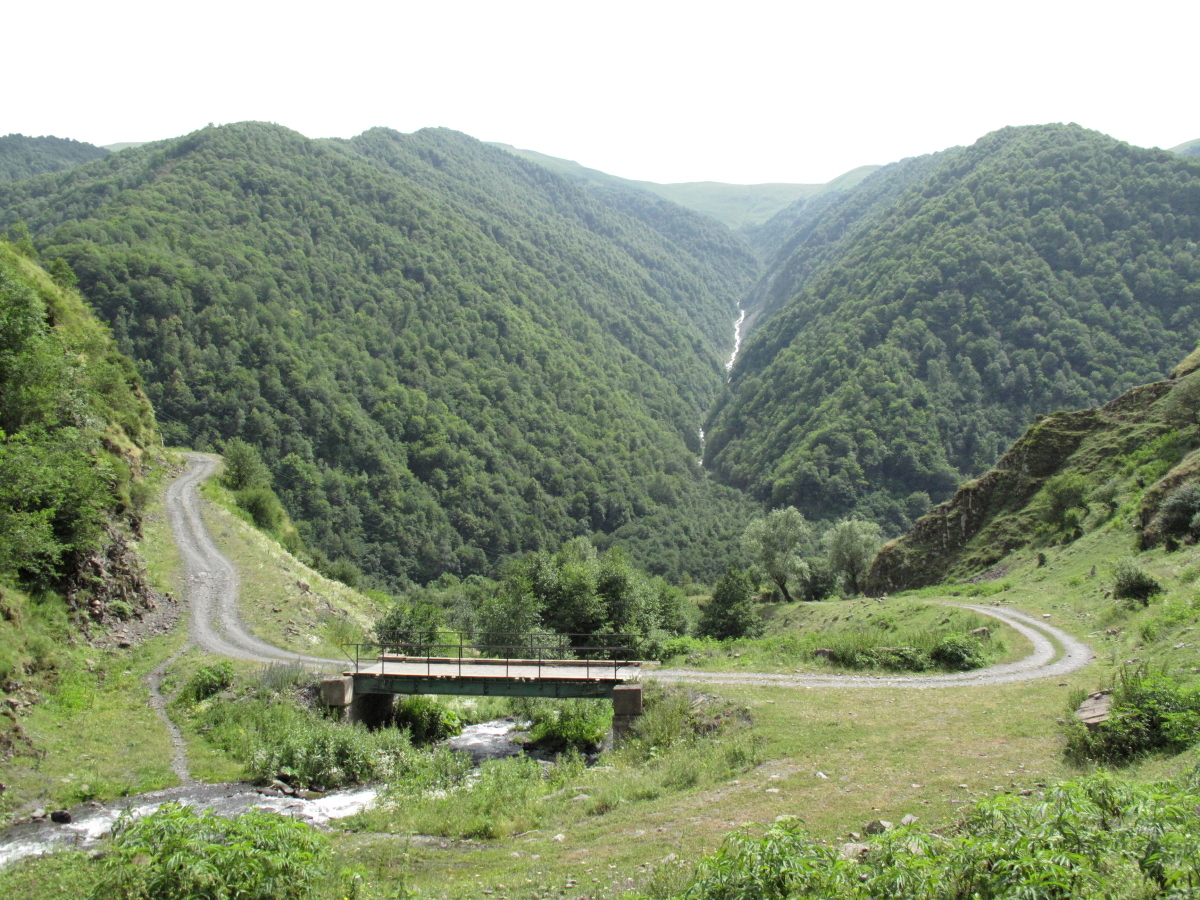
La route principale de la vallée haute de l'Aragvi au pont de Tsikhétgora.
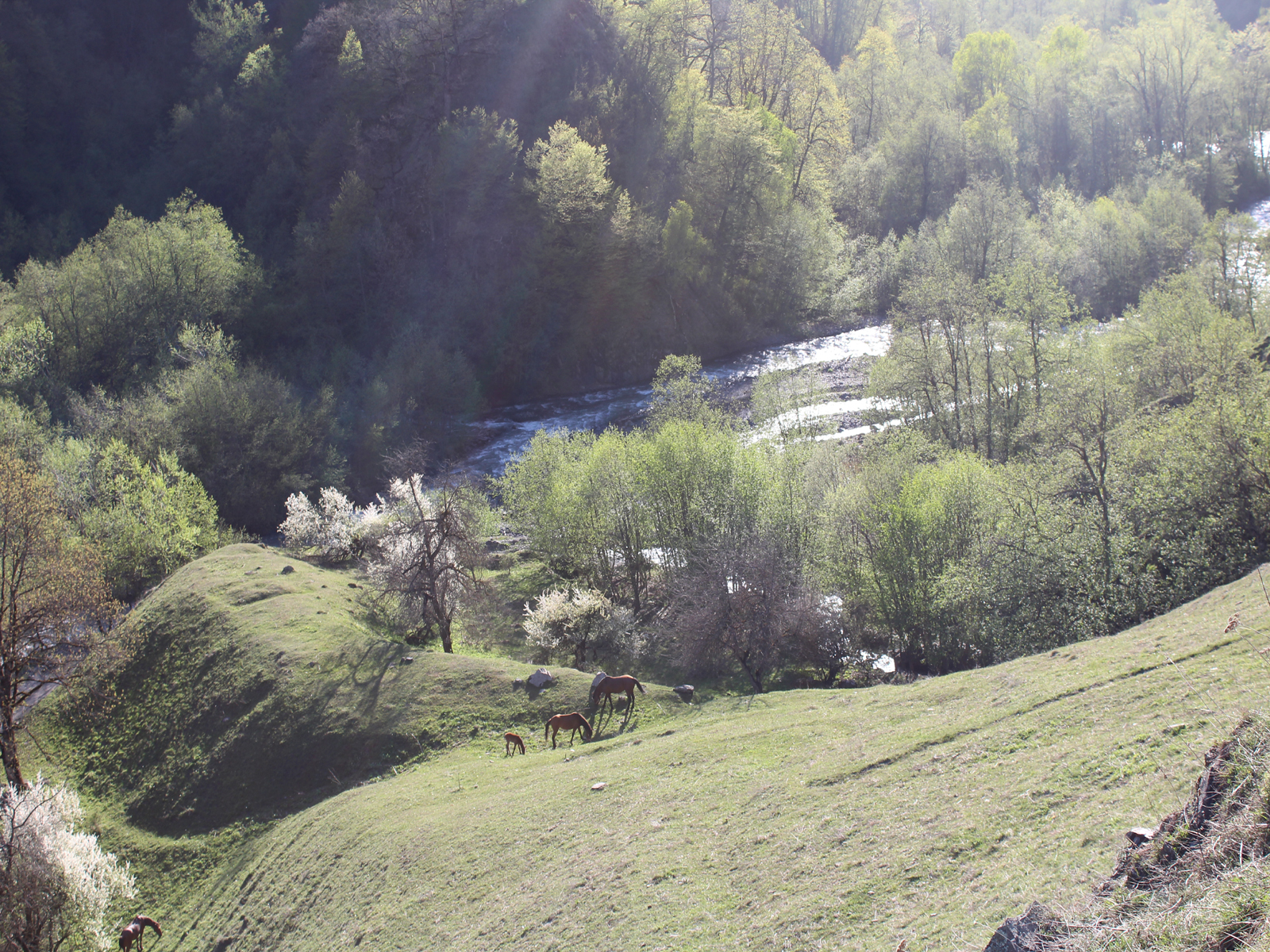
Vallée haute de l'Aragvi.